# Конвой H-14
Конвой H-14 — японський конвой часів Другої cвітової війни, проведення якого відбувалось у січні 1944-го.
H-14 належав до серії конвоїв, які в 1943—1944 роках ходили між важливим транспортним хабом у Манілі та островом Хальмахера зі складу Молуккського архіпелагу (північний схід Нідерландської Ост-Індії), який, зокрема, відігравав важливу роль у постачанні японських сил на заході Нової Гвінеї.
До складу конвою увійшли транспорти «Аден-Мару», «Тонегава-Мару», «Курогане-Мару», «Моджі-Мару», «Міцукі-Мару», «Кенва-Мару», «Уго-Мару» та «Рьочі-Мару» (Ryochi Maru), тоді як охорону забезпечували мисливець за підводними човнами CH-46 та патрульний корабель PB-103.
20 січня 1944-го загін вийшов з Маніли, а 20—23 січня побував на Себу (центральна частина Філіппінського архіпелагу), після чого рушив далі на південь.
Хоча його маршрут конвою пролягав через кілька районів, де традиційно патрулювали ворожі підводні човни, цього разу операція пройшла без інцидентів і 27 січня японський загін досягнув затоки Кау на острові Хальмахера.